# ليلى راشد إسكندر
ليلى راشد إسكندر (1949)، هي وزيرة التطوير الحضاري والعشوائيات في وزارة إبراهيم محلب الثانية والتي أدت اليمين الدستورية في 17 يونيو 2014م لتصبح أول وزارة في عهد الرئيس عبد الفتاح السيسي، وقد شغلت أيضاً منصب وزيرة البيئة في حكومة حازم الببلاوي، منذ 16 يوليو 2013.
وأستمرت في حكومة إبراهيم محلب الأولي كوزيرة للبيئة، إلا أنها كان لها موقفها الرافض لأستخدام الفحم.

## حياتها
تلقت ليلى راشد تعليمها في مدرسة الإرسالية البريطانية ثم حصلت على بكالوريوس الاقتصاد والعلوم السياسية من كلية السياسة والاقتصاد، جامعة القاهرة، ودراسات الشرق الأدنى وتطوير التعليم الدولى بجامعة بيركلي في كاليفورنيا وجامعة كولومبيا في نيويورك.
وتزوجت وهاجرت مع زوجها إلى الولايات المتحدة عام 1968، واستقرت بولاية كاليفورنيا وعملت في إحدى الإدارات التعليمية الأمريكية وحصلت على شهادة من جامعة كاليفورنيا في التربية، أهلتها للتدريس لطلبة الثانوى في منطقة وادى السيليكون الشهيرة بصناعة الحاسبات وأجهزة الكومبيوتر وتكنولوجيا المعلومات.

## العمل البيئي
وتمتلك ليلى راشد اسكندر خبرة ميدانية في المجال البيئي وفتحت مكتب استشارى للاستشارات البيئية بجاردن سيتي، وتعد من الخبرات النسائية في المجال البيئي. وهي ومن الوجوه المألوفة في المنتديات والمؤتمرات الدولية.
شاركت ليلى اسكندر في مشروع «بساطة» المقام في نويبع لتدوير المخلفات، كما شاركت في ورش التدوير للقمامة بمنشية ناصر، وشاركت في الدراسة التي أعدتها وزارة البيئة حول نقل مصانع تدوير القمامة في المنطقة الكائنة خلف «حي العبور» بالقاهرة.

## العمل المجتمعي والتنموي

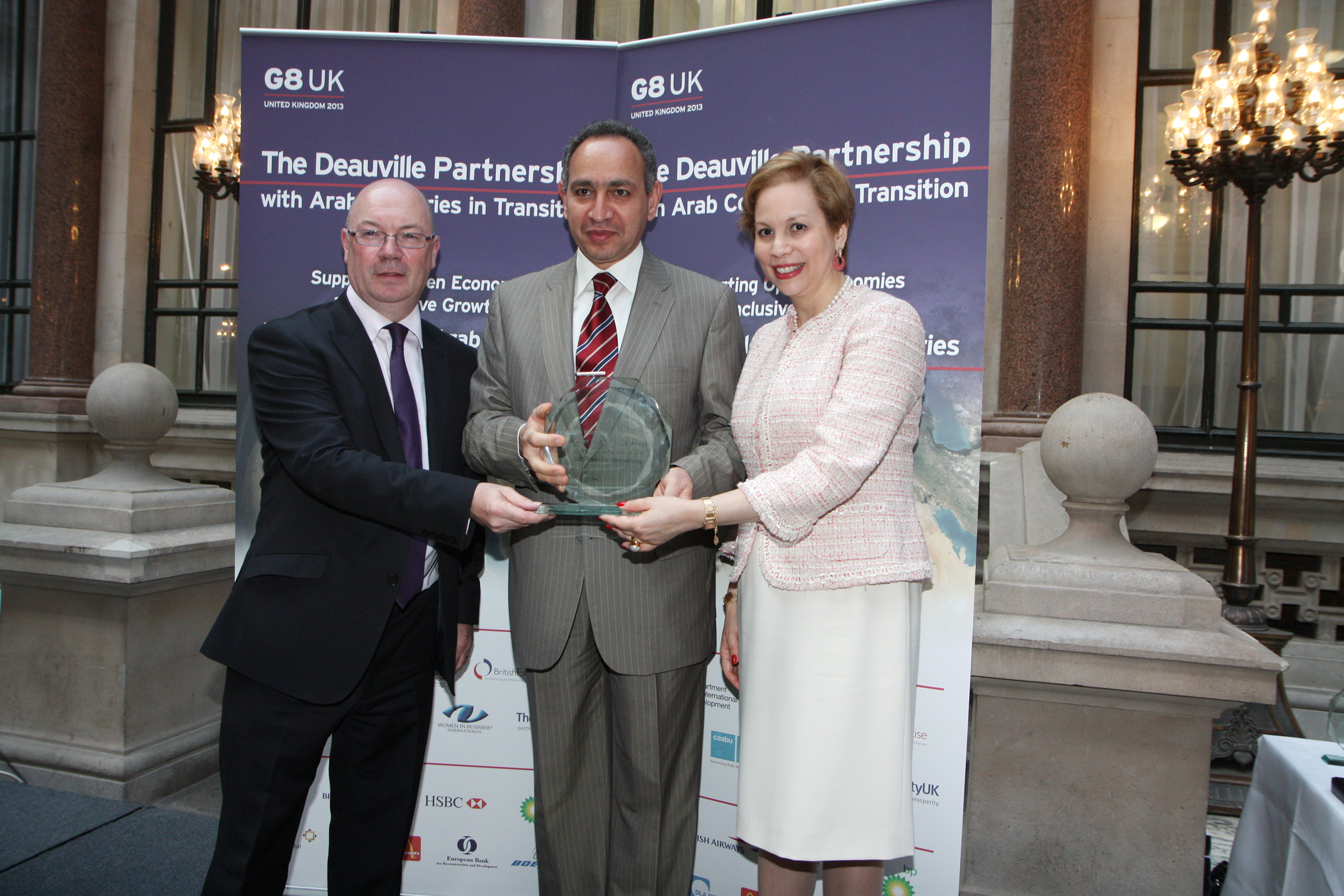
سفير مصر في لندن أشرف الخولي يتسلم جائزة رسمية لليلى راشد إسكندر من الحكومة البريطانية سنة 2010م

ولم يكن اسم ليلى راشد من الأسماء المعروفة في دوائر عالم المال والأعمال والاقتصاد، مثلما كان معروفًا بين سكان أحد أفقر الأحياء المصرية وهو حي (الزبالين) بالمقطم، الذي أمضت فيه خمسة عشر عاما تطبق فيه خبرتها ودراستها الأمريكية في التعليم على أبناء الزبالين. وقد ذاع صيتها حين اختارها منتدى الاقتصاد العالمي في «دافوس» ليمنحها جائزة شواب للإبداع الاجتماعي، نظير أعمالها التطوعية في مجال التنمية الاجتماعية والاقتصادية، خلال انعقاد المنتدى في شرم الشيخ.
والدكتورة ليلى راشد إسكندر هي رئيسة مؤسسة التنمية المجتمعية والمؤسسية للاستشارات التي حصلت على جائزة «أفضل ناشط اجتماعى لعام 2006» من منظمة «شواب»، على هامش المنتدى الاقتصادى العالمى.
وقد عملت الدكتورة إسكندر في هيئة التحكيم الخاصة بجائزة اليونسكو الدولية لمحو الأميّة. وتمثل المنطقة العربية منذ عام 2005 في الأمم المتحدة لمحو الأمية، وعقد التعليم من أجل التنمية المستدامة. وتعمل كذلك مستشارة لشئون التعليم لدى الوكالة الكندية للتنمية الدولية، ومستشارة لشؤون السياسات في برنامج تحسين الأداء التعليمى للبنات. وهو أحد المشاريع التعليمية التي تمولها الوكالة الأمريكية للتنمية الدولية لمساعدة وزارة التربية والتعليم في مصر على تحسين الأداء التعليمى في عدد من المدارس المختارة في المرحلتين الابتدائية والإعدادية. كما أدرج اسمها في قائمة المبدعين الاجتماعيين الذين يصل عددهم لدى منتدى دافوس إلى 97 مبدعاً من 40 دولة في العالم.
قامت اسكندر بتدريس الاقتصاد لطلبة من أذكى الطلاب مما كان يشكل حافزا للإبداع والتطوير في طرق التدريس.وبعد عشر سنوات من النجاح في عملها في الولايات المتحدة، انتابها الحنين إلى مصر ولعودة إليها. قبل العودة للوطن عملت لمدة عام ونصف العام في الصندوق الصناعى السعودي وهي خطوة هامة في حياتها، تعلمت خلالها معنى التنمية.

## من السعودية لمصر
وبهذه الخبرة في مجال التنمية من السعودية عادت إلى مصر عام 1981 ووجدت أن مفهوم التنمية في مصر يختلف هو الآخر عن السعودية لأنه مرتبط بالفقر، وقررت أن تكون التنمية والتطوير هما هدفها، ولم تجد وظيفة تناسبها، وبعد فترة وجدت إعلاناً يطلب متطوعين للتدريس في حي الزبالين في المقطم، وتحمست للفكرة، وفي أول يوم رأت مدى الفقر وصعوبات الحياة التي يعيشها الزبالون في هذا الحي، حيث يسكنون أكشاكا من الصفيح والكرتون، حول أكوام من الزبالة والحيوانات النافقة.
وهناك قررت أن تنقل خبرتها في جامعة كاليفورنيا إلى حي الزبالين وقوامها التعليم الفردي، حيث ينطلق في هذا النظام كل طالب في دراسته وفقاً لقدراته دون انتظار للآخرين. وطبقت النظام بأدوات بسيطة وتمويل وهبات من أهل الخير وتبرعاتهم. وأسست نظامًا يعتمد على محو الأمية والتعليم التنموي من خلال القصص والحرف البسيطة. وتزايد عدد الأطفال حتى وصلوا خلال ست سنوات إلى 300 طفل بعد أن بدأت بعشرة، وبالتوازي مع هذا العمل التطوعي في حي الزبالين، طَبَّقَت الأفكار نفسها في بلدتها في محافظة المنيا مع الفلاحين، وحاولت نقل النظريات في التنمية وطرق التعليم إلى خارج المدرسة من خلال مشروعات يتم الربط بينها وبين التعليم خارج الإطار الرسمي. فأي مشروع مثل مشروعات إقراض المرأة أو الحرف اليدوية تضع له برنامجاً ومنهج عمل يتمركز حوله التعليم.

## النول اليدوي
وتضرب ليلى إسكندر مثالاً لذلك بمشروع النول اليدوي للسيدات، حيث يتم وضع برنامج لتعليم الفتاة كيفية العمل على النول مع ربط النظافة الشخصية بحوافز العمل. فتأتي الفتاة بملابس نظيفة لأنها تعلمت أنه إذا اتسخ النسيج الذي تنتجه سينخفض الأجر الذي تحصل عليه. وفي الوقت نفسه تتعلم أصول الحساب التي تؤهلها لتفهم كيف تبيع وتشتري، وتتعلم القراءة في إطار تسمية المنتجات وأسعارها. وكذلك في مشروعات تربية الأرانب يتعلم القائم بالمشروع كتابة المواعيد الخاصة بجداول نضج نوعيات الأرانب وطعامها، ويتعلم الحساب وعمليات البيع والشراء وغيرها.
ولكن كيف تحول الأمر من عمل تطوعى إلى «بيزنس» (إي إدارة أعمال)، أسست من خلاله شركة خاصة. وهل تحقق الشركة أرباحاً من خلال عملها في التنمية؟ تجيب ليلى إسكندر: هناك عدد كبير من الجمعيات الأهلية بها رجال ونساء يقومون بأعمال تطوعية، وبدأت أتعرف إلى بعضها. ومع صعود تيار المشروعات الممولة من الجهات المانحة للتنمية، بدأت أقارن بين مشروعات تأخذ ملايين الدولارات ولا تحقق النتائج المرجوة منها والتعرف على أسباب ذلك وتلافيه.
وأضافت إسكندر «هناك مشروعات أخرى تتم بتمويل ذاتي بسيط وتؤدي نتائج أكثر من المتوقع. ومن هنا جاءت فكرة إنشاء الشركة عام 1995 مع مجموعة من أصدقائي من القطاع الخاص وأسسنا الشركة برأسمال 60 ألف جنيه، على أساس أن تُقَدِّم خدمات تقليدية في البداية مثل الاستشارات والتدريب والدراسات والأبحاث حتى نصل إلى القيام بمشروعات شراكة لتحقيق التنمية دون اللجوء إلى جهات مانحة. وهذا لا يعنى ألا نحقق ربحاً، لكن أن نعمل على أساس كيف نختار المشروعات التي تؤدى إلى تقوية وبناء المؤسسات، وقمنا بالعمل مع ثلاثة قطاعات هي الحكومة والقطاع الخاص والجمعيات الأهلية.»

## الأعمال والتنمية
وتقول ليلى إسكندر: كان من المهم في الشركة أن نقوم بتنظيم برامج تربط ما بين البيزنس والتنمية، وعلى سبيل المثال ساعدنا إحدى شركات الشامبو التي كانت تعاني مشكلة الغش التجاري للعبوات الفارغة التي تحمل اسمها ويتم إعادة استخدامها، فأسسنا جمعية أهلية في حي الزبالين، وعلمنا الأولاد أن يشتروا العبوات الفارغة (بأموال الجمعية الأهلية) ويقوموا بتكسير العبوات وإعادة تدوير البلاستيك والزجاج المكسور وبيعه للشركات وتحقيق عائد يعود جزء منه لبناء فصول ومشروعات جديدة للحي.
وتشير ليلى إسكندر إلى أن شركتها قامت بتصميم خرائط رقمية لكل ورشة في حي الزبالين في المقطم وعدد العمالة بها وحجم استثماراتها، موضحة أنه يوجد 600 مشروع صغير ومتوسط في مجال إعادة تدوير المخلفات في حي الزبالين، تورد المخلفات التي يتم تصنيفها إلى خمسين أو ستين مصنعاً على مستوى الجمهورية تعيد استخدام هذه المخلفات.